# Crystal Castles
Crystal Castles – kanadyjski zespół wykonujący muzykę elektroniczną. Założony przez z multiinstrumentalistę Ethana Katha oraz wokalistkę Alice Glass. Po odejściu Glass, wokalistką została Edith Frances. Zespół wydał cztery albumy. Od 2017 roku i oskarżeń Glass o przemoc seksualną i znęcanie się ze strony Ethana zespół pozostaje nieaktywny. 

## Historia zespołu

### Początki i debiut
Alice Glass (właśc. Margaret Osborn) i Ethan Kath (właśc. Caludio Palmieri) poznali się, gdy Glass miała 15 lat, a Kath 25. Kath był już wtedy rozpoznawalny w lokalnym środowisku muzycznym Toronto dzięki graniu w zespole Kill Cheerleader. Zespół początkowo był solowym projektem Katha. W grudniu 2003 rozpoczęli razem pracować nad muzyką. Pod koniec 2004 r. Kath opublikował na swojej stronie w serwisie MySpace pierwszy utwór ze śpiewem Glass pt. Alice Practice. Utwór stał się popularny w Internecie, pojawiło się zainteresowanie wytwórni muzycznych. Para muzyków odnowiła kontakt, by wydać go oficjalnie. Sformowali zespół Crystal Castles, którego nazwa nawiązuje do serialu animowanego She-Ra, pomimo że nie oglądali żadnego odcinka. Przyjęli także wtedy swoje pseudonimy sceniczne. Alice grała równocześnie nadal występowała w zespole Fatal Fetus dopóki nie wyruszyła w trasę koncertową z Crystal Castles. W lipcu 2006 r. wydali swój debiutancki singiel jako limitowaną edycję dla londyńskiej wytwórni Merok Records. Utwór Alice Practice i sam zespół Crystal Castles pojawili się w odcinku brytyjskiego serialu Kumple (ang. Skins) dzięki czemu stali się jeszcze bardziej rozpoznawalni. W marcu 2008 r. wydali swój debiutancki album pt. Crystal Castles. Brytyjski magazyn muzyczny NME umieścił go na 39. miejscu zestawienia najlepszych albumów dekady. Wkrótce zespół udał się w długą trasę koncertową. Grali m.in. na festiwalach Open'er, Coahella i Reading and Leeds Festival. Występ na festiwalu Glastonbury w czerwcu 2008 r. został prawie przerwany z powodu zachowania Glass, która m.in. wspinała się na szczyt kolumn głośników, próbowała wchodzić na instalację oświetleniową i kilkakrotnie rzucić się na publiczność. W lipcu 2009 supportowali zespół Blur podczas koncertu w londyńskim Hyde Parku.

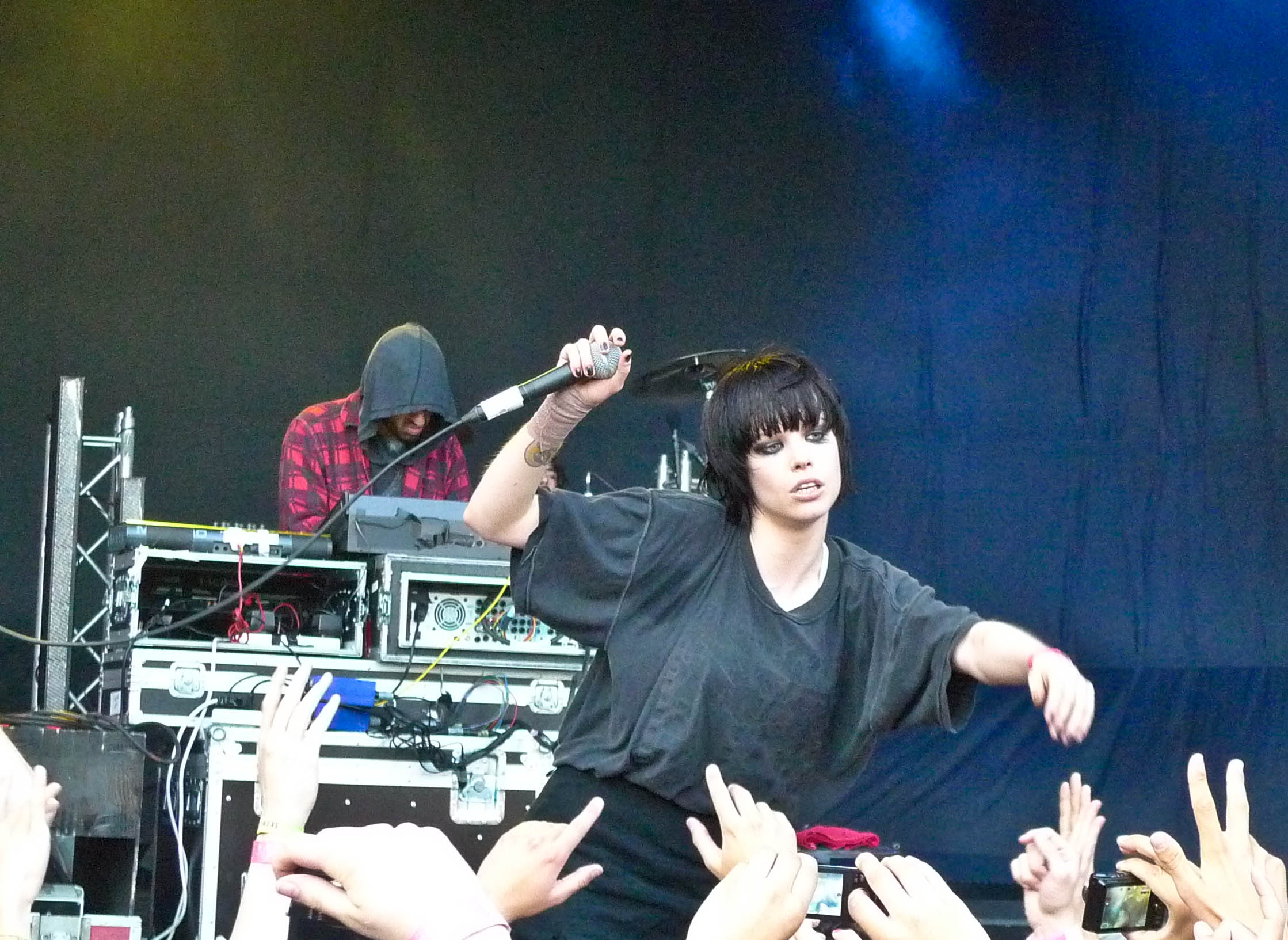
Crystal Castles podczas koncertu w Oslo (2010)

### Drugi i trzeci album
Drugi album pt. Crystal Castles (II) duet wydał wiosną 2010 roku. Nagrywali go w różnych lokacjach, m.in. w opuszczonym kościele na Islandii, w garażu w Detroit czy w chacie z bali w Ontario. Na płycie znalazł się utwór Not In Love nagrany z Robertem Smithem z zespołu The Cure. Krążek zebrał na ogół pozytywne recenzje krytyków. Recenzenci określali muzykę z albumu np. jako mieszaninę lodowatego synth popu z gorącym hałasem w nieco bardziej dopracowanej formie, a Ian Cohen na łamach portalu Pitchfork stwierdził, że Crystal Castles stało się o wiele bardziej popowe niż było wcześniej.
Wiosną 2012 r. duet przeprowadził się do Warszawy, aby rozpocząć pracę nad kolejnym albumem. Trzeci album pod tytułem III został wydany w listopadzie 2012 roku. Okładka płyty nawiązuje do fotografii Samuela Aranda, nagrodzonej główną nagrodą w konkursie World Press Photo 2012. Po dwóch pierwszych "wybuchowych i nieprzewidywalnych płytach" trzeci utrzymany jest w tonach niepokoju, ponurości i agresji. Na początku 2013 r. zespół zapowiedział rozległą trasę koncertową po Ameryce Północnej, Europie i Australii. 

### Odejście Alice Glass i nowa wokalistka
8 października 2014 r. Alice Glass opublikowała post na swoim profilu na Facebooku, w którym ogłosiła swoje odejście z Crystal Castles. Stwierdziła w nim, że to koniec zespołu i początek jej kariery solowej.  
W kwietniu 2015 r. Ethan Kath opublikował nowy utwór Crystal Castles pt. Frail, już bez udziału Alice Glass. Fani spekulowali, kto jest wokalistką w utworze, Kath zaprzeczył by była to Glass. Pierwszy koncert z nową wokalistką Edith Frances odbył się na festiwalu SoundsWild w Johannesburgu w RPA 27 listopada 2015 roku.
W sierpniu 2016 zespół wydał nowy album pt. Amnesty (I), pierwszy krążek powstały bez udziału Glass. W maju 2017 ogłoszono trwające prace nad kolejną płytą - Amnesty (II). 

### Oświadczenie Alice Glass i zawieszenie zespołu
24 października 2017 r. Alice Glass opublikowała oficjalne oświadczenie, w którym szczegółowo opisała formy przemocy, której miał dopuszczać się Ethan Kath nad nią. Artystka pisze, że Kath przez lata ją bił, gwałcił i zastraszał. Ich relacja miała zacząć się od stalkingu jej ze strony muzyka. Opisuje, że była przez niego manipulowana i kontrolowana, do tego stopnia, że Kath wybierał w co się ubierała i co wolno jej jeść. Oświadczenie kończy stwierdzeniem, że odejście z Crystal Castles było najtrudniejszą decyzją, jaką kiedykolwiek podjęła, ale jednocześnie jedną z najlepszych, jakie kiedykolwiek podjęła.
Kath, za pośrednictwem prawnika wysłał portalowi Pitchfork oświadczenie, w którym stwierdził, że historie przytaczane przez Glass to czysta fikcja. Niedługo później złożył pozew przeciwko Glass o zniesławienie. Kilka miesięcy później Glass poinformowała o oddaleniu pozwu Katha przez sąd w Los Angeles. Serwis Daily Beast w lutym 2018 r. informował, że zgłosiło się do niego więcej kobiet, które potwierdziły, że Kath odbywał z nimi stosunki płciowe gdy były w wieku nastoletnim. Trasy koncertowe Crystal Castles zostały odwołane. W wywiadzie z czerwca 2018 dla Guardiana Alice Glass wymieniła kolejne przykłady znęcania się Katha nad nią. Wspomniała o m.in. wyrywaniu jej włosów czy zmuszaniu jej do grania koncertów po wstrząsie mózgu mimo zaleceń lekarza. W październiku 2020 r. Glass napisała na Twitterze, że sama nie popiera Crystal Castles i jej fani też nie powinni.  
Od 2017 r. Crystal Castles pozostaje zespołem nieaktywnym. Nie ukazały się ich żadne nowe wydania, nie grają koncertów i nie ma żadnych aktualizacji na temat jego statusu.  

## Styl muzyczny
Crystal Castles skupione było na elektronicznych, szorstkich i chwytliwych 8-bitowych dźwiękach. Muzyka disco miesza się w ich twórczości z przesterowanymi wokalami i przetworzonymi dźwiękami. 

## Dyskografia
| Rok  | Album              | UK | US  | US Dance | Wytwórnia |
| ---- | ------------------ | -- | --- | -------- | --------- |
| 2008 | Crystal Castles I  | 47 | –   | 6        | Last Gang |
| 2010 | Crystal Castles II | 48 | 188 | 6        | Fiction   |
| 2012 | (III)              |    |     |          | Fiction   |
| 2016 | Amnesty (I)        |    |     |          | Fiction   |

### Single
| Rok                                       | Tytuł                              | Najwyższa pozycja | Najwyższa pozycja | Najwyższa pozycja | Najwyższa pozycja | Najwyższa pozycja | Najwyższa pozycja |                    |
| Rok                                       | Tytuł                              | AUS               | BEL (FLA)         | BEL (WAL)         | DEN               | UK                | UK INDIE          |                    |
| 2007                                      | „Alice Practice”                   | –                 | –                 | –                 | –                 | –                 | –                 | Crystal Castles    |
| 2007                                      | „Crimewave”                        | –                 | –                 | –                 | –                 | –                 | 17                | Crystal Castles    |
| 2008                                      | „Air War”                          | –                 | –                 | –                 | –                 | –                 | –                 | Crystal Castles    |
| 2008                                      | „Courtship Dating”                 | –                 | –                 | –                 | –                 | –                 | –                 | Crystal Castles    |
| 2010                                      | „Celestica”                        | –                 | –                 | –                 | –                 | –                 | –                 | Crystal Castles II |
| 2010                                      | "Baptism”                          | –                 | –                 | –                 | –                 | 120               | –                 | Crystal Castles II |
| 2010                                      | "Not in Love" (feat. Robert Smith) | 90                | 53                | 43                | 31                | 54                | –                 | Crystal Castles II |
| 2012                                      | "Plague”                           | –                 | –                 | –                 | –                 | –                 | –                 | III                |
| 2012                                      | „Wrath of God”                     | –                 | –                 | –                 | –                 | –                 | –                 | III                |
| 2012                                      | „Affection”                        | –                 | –                 | –                 | –                 | –                 | –                 | III                |
| 2015                                      | „Deicide”                          | –                 | –                 | –                 | –                 | –                 | –                 |                    |
| 2015                                      | „Frail”                            | –                 | –                 | –                 | –                 | –                 | –                 | Amnesty (I)        |
| 2016                                      | „Concrete”                         | –                 | –                 | –                 | –                 | –                 | –                 | Amnesty (I)        |
| 2016                                      | „Char”                             | –                 | –                 | –                 | –                 | –                 | –                 | Amnesty (I)        |
| 2016                                      | „Fleece”                           | –                 | –                 | –                 | –                 | –                 | –                 | Amnesty (I)        |
| „–” pozycja nie wydana bądź nie notowana. |                                    |                   |                   |                   |                   |                   |                   |                    |

### Teledyski
- „Magic Spells” (2008) (Reżyser Video Marsh)
- „Air War” (2008) link(Ethan Kath)
- „Crimewave” (2008) (Reżyser Ethan Kath)
- „Courtship Dating” (2008) (Reżyser Marc Pannozzo)
- „Celestica” (2010) link (Reżyser Rob Hawkins)
- „Baptism” (2010) (Rob Hawkins, Marc Pannozzo)
- „Suffocation” (2012) (Ethan Kath, Marc Pannozzo)
- „Sad Eyes” (2013)(Rob Hawkins, Marc Pannozzo)
- „Affection” (2013) (Ethan Kath, Stephen Agnew)
- „Vanished” (2015) link(Vinit Borrison)
- „Concrete” (2016) (Ethan Kath)
- „Fleece” (2016) link (Ethan Kath, Edith Frances)